# Epitaph für Jakob Bernhard Erhard

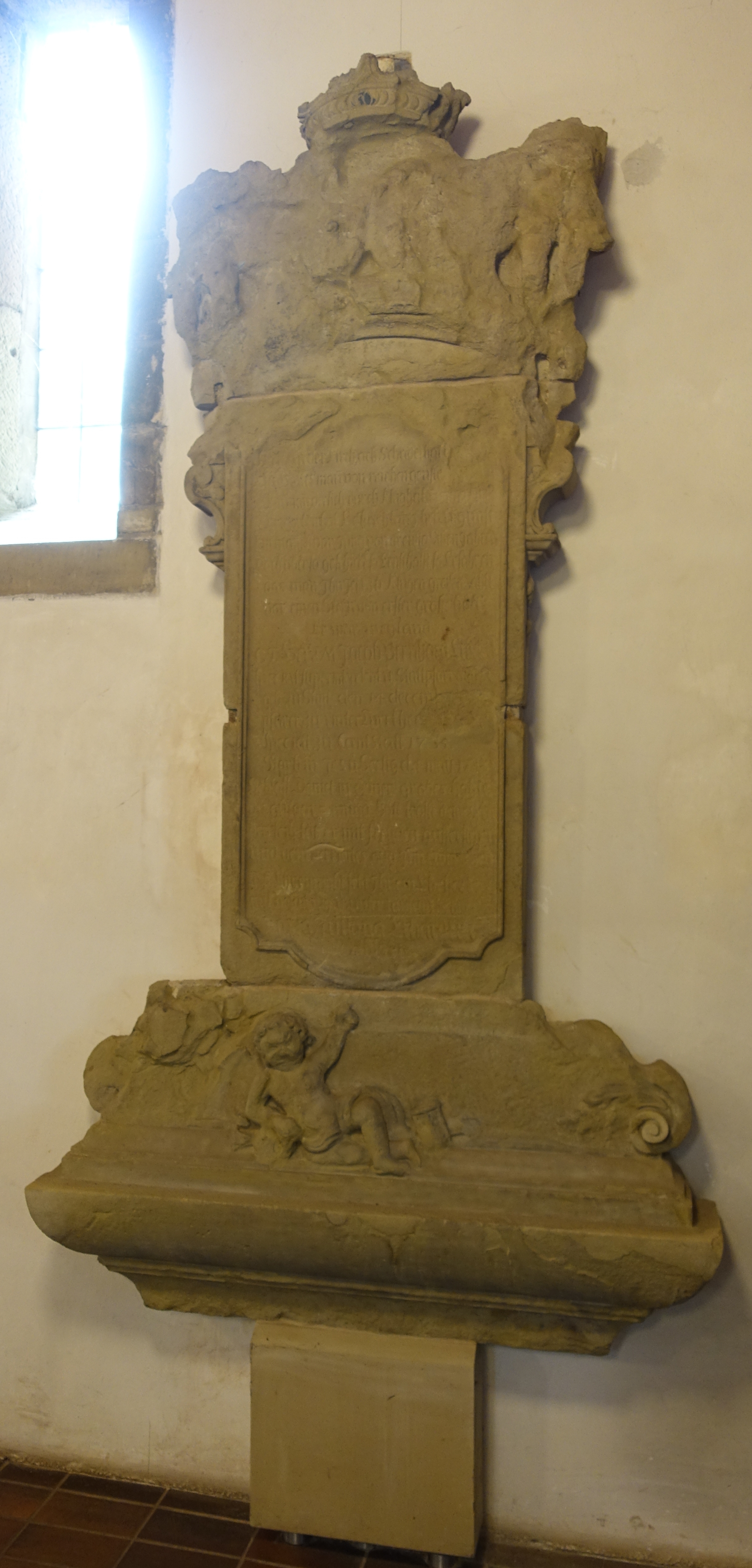
Epitaph für Jakob Bernhard Erhard.

Das Epitaph für Jakob Bernhard Erhard ist eines von 14 Epitaphen der Uffkirche in Stuttgart-Bad Cannstatt. Das Innenepitaph ist dem Cannstatter Pfarrer Jakob Bernhard Erhard (1705–1743) gewidmet. Das dreiteilige Epitaph besteht aus einem zweistufigen Unterbau, einer Inschriftentafel mit Puttenverzierung und einem Giebelaufsatz mit Wappendarstellungen.

## Beschreibung
Das Wandepitaph an der Südwand der Kirche rechts des Portals war früher als Außenepitaph an der Westfassade angebracht. Der Stuttgarter Kunsthistoriker Eduard Paulus stellte 1889 fest:
„An der Westseite [befinden sich] die Denkmäler des Reichspostmeisters Mittler und der Familie Ramsler; beide sind mit den Mittlerschen und Ramslerschen Wappenschildern (Einhorn und Widder) geschmückt und haben noch gut erhaltene Inschriften.“
Die beiden 1843 errichteten Epitaphe sind analog gestaltet und aufgebaut. Obwohl sie zum Schutz vor Verwitterung in den Innenraum der Kirche überführt wurden, sind die Inschriften teilweise schlecht oder nicht lesbar. Der bildhauerische Schmuck des Giebelaufsatzes beider Epitaphe ist bis zur Unkenntlichkeit verwittert. Siehe auch: Epitaph für Johann Ulrich Mittler.
Die Zuordnung des Epitaphs zur Familie Ramsler beruht auf der obigen Aussage von Eduard Paulus, der das Epitaph noch in gutem Zustand besichtigen konnte. Laut Inschrift ist das Epitaph dem Pfarrer Jakob Bernhard Erhard gewidmet und wurde von seiner Frau Maria Juliana Erhard errichtet.
Das dreiteilige Epitaph besteht aus einem zweistufigen Unterbau, einer Inschriftentafel mit Puttenverzierung und einem Giebelaufsatz mit Wappen. Die Bekrönung der Inschriftentafel ist verloren, war aber wohl ähnlich wie bei dem Mittler-Epitaph gestaltet, auf dem zwei geflügelte Putten einen Baldachin über sie halten. An der Basis der Inschriftentafel lagert neben einem Stundenglas eine Putte, die einen Arm auf einen Totenschädel stützt. Die Inschriftentafel ruht auf einem zweistufigen, stark verwitterten Unterbau. Die Inschriftentafel schließt mit einem Giebelaufsatz ab, der unter einer Krone zwei ovale Wappenschilde trägt. Die stark verwitterten Schilde zeigten nach Eduard Paulus das Mittlersche und Ramslersche Wappen (Einhorn und Widder).
|                                                                                              |
| Die analog gestalteten Epitaphe für Johann Ulrich Mittler (links) und Jakob Bernhard Erhard. |

## Inschrift
- Gedenkinschrift, Entzifferung der Bruchstücke unsicher:

| [8 nicht entzifferte Zeilen] er war weyland […] M[agister] Jacob Bernhard Erhard Superintendent u. Stattpfarrer geb. zu Stuttg. den 14 decembris 1705 Pfarrer zu Unter Türckheim [1730] Special zu Cantstatt 1735 starb in Jesu Seelig den 1. May 1743 […] Daniel […] in meiner große[…] [5 nicht entzifferte Zeilen] Maria Juliana Erhardin |